# Anastasio Alfaro
Anastasio Alfaro (16 de fevereiro de 1865 – 20 de janeiro de 1951) foi um zoólogo e geólogo da Costa Rica.